# Боле, Эрнст Вильгельм
Э́рнст Ви́льгельм Бо́ле (нем. Ernst Wilhelm Bohle; 28 июля 1903 года, Брадфорд, Великобритания — 9 ноября 1960 года, Дюссельдорф) — партийный и государственный деятель нацистской Германии, гауляйтер, руководитель Зарубежной организации НСДАП, статс-секретарь Имперского министерства иностранных дел Германии, обергруппенфюрер СС (21 июня 1943 года).

## Биография
Сын университетского профессора. Образование получил в английской гимназии, Кёльнском и Берлинском университетах. В декабре 1923 года окончил Высшую торговую школу в Берлине. 14 ноября 1925 года женился на Гертруде Бахман. В 1924—1930 годах служил в различных экспортно-импортных фирмах в Рейнской области и в Гамбурге. С 1930 по июнь 1933 года работал в автомобильной фирме в Гамбурге. С ноября 1931 года — один из ближайших сотрудников Грегора Штрассера в Зарубежном отделе НСДАП, референт по Южной и Юго-Западной Африке, а затем и по Северной Америке. 1 марта 1932 года вступил в НСДАП (партбилет № 999 185). С 1932 года — гауинспектор Зарубежной организации (АО) НСДАП.
8 мая 1933 года был назначен руководителем Зарубежной организации НСДАП (нем. NSDAP-Auslandorganisation; АО) в ранге гауляйтера. АО являлась особой структурной единицей НСДАП, приравненной по своим правам и обязанностям к гау нацистской партии. Зарубежная организация занималась воспитанием в духе национал-социализма немцев, находившихся за границами Германии, и была ответственна за подразделения НСДАП за рубежом, а Боле был единственным гауляйтером нацистской партии, имевший этот ранг без подчинения ему определённой территории. 1 августа 1933 года основал «Общество германских женщин за рубежом». 13 сентября 1933 года вступил в СС (билет № 276 915) и получил чин бригадефюрера СС. 3 октября 1933 года в Штабе заместителя фюрера занял пост уполномоченного по зарубежным организациям НСДАП. С 12 ноября 1933 года депутат Рейхстага.
С 30 января 1937 по 14 ноября 1941 года Боле был руководителем АО в системе германского МИДа, статс-секретарь Имперского министерства иностранных дел Германии. На этом посту осуществлял руководство более чем 3 тысячами членами НСДАП за границей, участвовал в организации «пятых колонн» в разных странах. Также числился в составе Личного штаба рейхсфюрера СС, в составе которого значилось немало высокопоставленных партийных функционеров и государственных чиновников, носивших высшие звания в СС. 21 июня 1943 года Боле получил в системе СС звание обергруппенфюрера СС.
В мае 1945 года арестован союзниками. Был привлечён к суду 11-го Американского военного трибунала по «Делу Вильгельмштрассе» и 11 апреля 1949 года приговорен к 5 годам тюремного заключения. 21 декабря 1949 года амнистирован. В последующие годы работал в торговой фирме в Гамбурге.

## Награды
- Шеврон старого бойца
- Медаль За выслугу лет в НСДАП в бронзе (30.01.1941)
- Крест военных заслуг 1-й степени без мечей (30.01.1942)
- Крест военных заслуг 2-й степени без мечей
- Золотой партийный знак НСДАП
- Кольцо «Мёртвая голова»
- Почётная сабля рейхсфюрера СС